# Rajapalayam
Rajapalayam là một thành phố và khu đô thị của quận Virudhunagar thuộc bang Tamil Nadu, Ấn Độ.

## Nhân khẩu
Theo điều tra dân số năm 2001 của Ấn Độ, Rajapalayam có dân số 121.982 người. Phái nam chiếm 50% tổng số dân và phái nữ chiếm 50%. Rajapalayam có tỷ lệ 73% biết đọc biết viết, cao hơn tỷ lệ trung bình toàn quốc là 59,5%: tỷ lệ cho phái nam là 80%, và tỷ lệ cho phái nữ là 66%. Tại Rajapalayam, 9% dân số nhỏ hơn 6 tuổi.